# El Estor
El Estor est une ville du Guatemala.